# Perturbator
Джеймс Кент (нар. 22 січня 1993), відомий під сценічним ім'ям Perturbator — французький синтвейв музикант з Парижу.

## Біографія
Інтересом до музики завдячує батькам: музичним критикам та музикантам.
Свій музичний шлях Джеймс Кент починав як гітарист кількох блек-метал гуртів.
Але вже у 2012 році, надихнувшись кінематографом 1980-х, культурою кіберпанку та такими фільмами, як «Акіра», «Дух в обладунку», «Людина, що біжить» і саундтреком фільму «Бомж із дробовиком», Джеймс випускає дебютний мініальбом Night Driving Avenger.
Три його пісні стали саундтреком до ігор Hotline Miami та Hotline Miami 2: Wrong Number — саме популярність цих ігор принесла популярність проєкту Perturbator.
Кент також має сайд-проєкт під назвою L'Enfant De La Forêt та власний лейбл під назвою «Music of the Void».
У 2019 році Кент знявся у документальному фільмі «The Rise of the Synths» разом з іншими композиторами зі сцени синтезаторної музики, включаючи режисера Джона Карпентера, який також озвучував фільм, що досліджував походження та розвиток жанру.
На його рахунку понад десять альбомів і EP.

## Стиль
Музика Джеймса Кента виділяється серед інших сінтвейв-проєктів, та й взагалі будь-яких. Це ретро-саунд 80-х, приправлений жорсткими ритмами і похмурою естетикою. Атмосферні треки заряджені кіберпанковським настроєм і нищівним звучанням металу. Музика Кента — щось середнє між ретро-електронікою, дарквейвом і блеком. Тому Perturbator звучить усюди, від рейвів до гард-рок фестивалів.
Якщо раніше у своїй творчості Perturbator орієнтувався на Nine Inch Nails, Джона Карпентера чи Kraftwerk, зараз його музика похилилася у бік The Cure та Depeche Mode.
Джеймс не визнає мейнстримних діджейських примочок: він робить музику по-справжньому: на автентичних синтезаторах і секвенсерах родом з 80-х.

## Дискографія

###### Альбоми
- Terror 404 (2012)
- I Am the Night (2012)
- Dangerous Days (2014)
- The Uncanny Valley (2016)
- Lustful Sacraments (2021)[5]

###### EP
- Night Driving Avenger (2012)
- Nocturne City (2012)
- The 80s Slasher (2012, спільно з Protector 101)
- LA Cop Duo / Selections (2013, спільно з Protector 101)
- Sexualizer (2013)
- The Uncanny Valley — Bonus (2016)
- New Model (2017)
- Excess EP (2021)

###### Кліпи
- «She Is Young, She Is Beautiful, She Is Next» (2014)
- «Sentient» (2016)
- «Venger» (2017)
- «Death of the Soul» (2021)
- «God Says» (2022)

### Як L'Enfant De La Forêt

###### Студійні альбоми
- Abraxas (2015, випущений самостійно)[6]
- Strangled (2018, Neuropa Records)[7]

###### Мініальбоми
- Lost In A World Of Ghosts (2014, Revolving Door Records)[8]